# Scheibenschnecken
Die Gattung Pleurodiscus ist die einzige Gattung der Scheibenschnecken (Pleurodiscidae), einer Familie aus der Unterordnung der Landlungenschnecken (Stylommatophora). Die vier Arten der Gattung und Familie leben sehr versteckt in Höhlen, unter Steinen und in der Erde.

## Merkmale
Die Gehäuse sind scheibenförmig (daher der Name Scheibenschnecken) mit einem weiten Nabel. Der Durchmesser beträgt bis etwa 10 mm; es werden bis 5½ regelmäßig zunehmende Windungen gebildet. Die Oberfläche ist mit deutlichen, parallel zum Mündungsrand verlaufenden, scharfen Rippen ornamentiert. Die Farbe des Gehäuses ist hellbraun bis gelblichbraun. Der Mundsaum ist zugespitzt, einfach, nicht verdickt oder umgeschlagen. Der Weichkörper ist graubraun. Die Fühler sind verhältnismäßig lang und die Spitzen der Fühler sind nach hinten gebogen. Im männlichen Teil des Geschlechtsapparates hat der Penis keine Fortsätze. Der Samenleiter (Vas deferens) setzt am leicht angeschwollenen Ende des Epiphallus an. Der Übergang vom Penis zum Epiphallus ist durch den Ansatz eines dünnen Penisretraktormuskels markiert. Der Penis ist mehr oder weniger zylindrisch und besitzt innen eine Reihe von dünnen, aber deutlich ausgeprägten Falten. Im weiblichen Teil des Geschlechtsapparates ist der freie Eileiter länger als die Vagina. Der Uterus kann einen, evtl. auch zwei Embryos enthalten.

## Geographische Verbreitung, Vorkommen und Lebensweise
Die Verbreitung der Gattung (und der Familie) ist heute im Wesentlichen auf das zentrale und östliche Mittelmeergebiet (Sardinien, Sizilien, Malta, Nordalgerien, Nordtunesien, Westtürkei und vorgelagerte Inseln, Syrien, Libanon, Israel) beschränkt. In den Gewächshäusern von einigen botanischen Gärten in Großbritannien kommen kleine Populationen der Typusart von Pleurodiscus vor. Inzwischen ist diese Art zumindest auch nach Australien verschleppt. Im Neogen war die Diversität und das Verbreitungsgebiet der Gattung noch wesentlich größer.
Die wenigen Arten leben in Erdspalten, Höhlen und unter Steinen im Ödland. Die Tiere sind wie alle Landlungenschnecken Zwitter, die sich wechselseitig oder auch sich selbst befruchten können. Die Entwicklung verläuft über dotterreiche Eier, die in der Mantelhöhle „ausgebrütet“ werden (ovovivipar). Die Schlüpflinge verlassen die Mantelhöhle als fertige kleine Tierchen.

## Systematik
Die Familie der Scheibenschnecken (Pleurodiscidae) ist eine von 13 Familien der Überfamilie Pupilloidea. Sie enthält nur eine Gattung mit vier Arten. Weitere fossile Arten sind beschrieben worden.
- Familie Scheibenschnecken (Pleurodiscidae Wenz, 1923)
  - Gattung Pleurodiscus Wenz, 1919[2]
    - Scheibenschnecke (Pleurodiscus balmei (Potiez & Michaud, 1838))
    - Pleurodiscus asteriscus Bank & Menkhorst, 1991
    - Pleurodiscus cyprius (Kobelt 1896)
    - Pleurodiscus sudensis (Pfeiffer 1846)